# Klapperwiese (Königsberg)
Die Klapperwiese war eine Straße in Königsberg (Preußen).

## Geschichte
Auf der Wiese am Pregel klapperten weniger Störche als zugeschnittene Fassdauben, Klappholz. Seit 1729 war die Klapperwiese eine Straße von der Kaiserstraße zur Sattlergasse. An der Klapperwiese, gegenüber dem Königsberger Tiergarten, lag die Villa Fridericia. Das beliebte Tanzlokal gehörte „Ruckpauls Franz“ (Hans Lippold).
Die Altstädtische Klapperwiese lag am Holländer Baum.
Der Philosophendamm war ein von Kant geliebter Spaziergang, den der Stadtpräsident Theodor Gottlieb von Hippel der Ältere angelegt hatte. Als Viereck führte er von der Philosophendammgasse im Süden durch die Bahnhofswallgasse vorbei am Fort Friedrichsburg, an der Werft und der Insel Venedig und endete an der Klapperwiese. Oft mit Wasser bedeckt, täuschte sie einen See vor. Im 20. Jahrhundert war vom Damm nur ein kleines Stück in der Schleusenstraße und in den Anlagen am Südbahnhof erhalten.

## Quelle
- Herbert Meinhard Mühlpfordt: Königsberg von A bis Z. Ein Stadtlexikon. Aufstieg-Verlag, München 1972

Koordinaten: 54° 42′ N, 20° 30′ O